# العمالة الأجنبية في لبنان
شهدت العمالة الأجنبية في لبنان تراجعًا كبيرًا خلال السنوات الأخيرة في أعقاب أزمة جائحة فيروس كورونا في عام 2020 إلى جانب الأزمة الاقتصادية الطاحنة التي مرت بها البلاد وشُح الدولار الأمريكي إذ انخفضت أعداد المواطنين الأجانب المُقيمين في لبنان للعمل خلال عام 2021 إلى 260 ألف عامل بعدما كانت تتجاوز 350 ألف عامل في العام السابق. ووفقًا للإحصائيات التي نشرتها الشركة الدولية للمعلومات في مارس/أذار عام 2021، وهي شركة إحصاءات لبنانية، فقد انخفض عدد العُمال السوريين في لُبنان في عام 2021 إلى 600 ألف عامل بعدما كانت أعدادهم تُقدّر بنحو 900 ألف عامل في العام السابق. أما العمال الفلسطينيين فانخفضت أعدادهم في لبنان إلى 130 ألف عاملًا.
تستقبل لبنان قرابة 57 ألف عامل أجنبيّ جديد سنويًّا، غير أنّ هذا العدد انخفض إلى نحو 10 ألاف عامل خلال عام 2020 في أعقاب جائحة كورونا. ويُعتبر جهاز الأمن العام اللبناني هو الجهة الموكّل إليها منح سمات العمل أو تصاريح العمل الرسمية للعمالة الأجنبيّة في لبنان، وفي عام 2020 منح الامن العام اللبناني 9780 تصريح عمل رسمي للأجانب ممّا يعني حدوث تراجع كبير في عدد تصاريح العمل الممنوحة للأجانب بلغت نسبته 83 في المائة مُقارنة بالعام السابق، أي ما يُعادل 48177 تصريح عمل. كان عدد تصاريح العمل الرسميّة الممنوحة للأجانب قد قُدّر بنحو 57957 تصريح عمل في عام 2019. لا يزال الكثير من العمال الأجانب المتواجدين في لبنان يعملون بصورة غير شرعيّة، وخاصّة من النازحين السوريين الذين توافدوا على لبنان خلال سنوات الحرب الأهلية السورية. وقد ساهم ارتفاع رسوم الحصول على تصاريح العمل مع تدني الأجور نتيجة الأزمة الاقتصاديّة الطاحنة التي شهدتها لبنان وشُح الدولار في السنوات الأخيرة إلى ارتفاع نسبة العمالة الأجنبية غير الشرعية في لبنان على الرغم من محاولة الحكومة اللبنانية لحثهم على تصويب أوضاعهم.

## المهن المحظورة على العمالة الأجنبية
يشتغل الجزء الأكبر من العمالة الأجنبية في لبنان بالأعمال الزراعية والفنية والحرف اليدوية وأعمال البناء وفي محطات الوقود والأفران بالإضافة إلى أعمال النظافة والخدمات المنزلية. يتجاوز عدد الأجانب العاملين في قطاع الخدمات المنزلية في لبنان وفقًا للبيانات الصادرة عن وزارة العمل اللبنانية 250 ألفًا بينهم نحو 186 ألف امرأة ممّن يحملن تصاريح عمل رسمية، والغالبية العظمى منهم من إثيوبيا، ثُم تليها الفيليبين وبنغلادش وسريلانكا ونيبال.
أصدرت الحكومة اللبنانية قرارًا بقصر 126 مهنة على العمالة اللبنانية فقط لحماية حقوق العمال اللبنانيين المحليين والإبقاء على فُرص وافرة لهم في سوق العمل، كما أنّ هذا يُساعد على خفض الأموال المُحوّلة إلى خارج لبنان وخفض ميزان المدفوعات.

## الأثر الاقتصادي
يرى بعض خبراء الاقتصاد أنّ وجود العمالة الأجنبية في لبنان ليست ذا أبعاد سلبيًّة، بل يُشكّل ضرورة للاقتصاد اللبناني حيث يُساهم في جعل الصناعة المحلية في لبنان أكثر تنافسية ويخفض تكلفة الإنتاج، ويزيد من القُدرة على التصدير ممّا يُساعد على ضخ مزيد من الدولارات الأمريكيّة لداخل لبنان، كما أنّه يعمل على استمرار العمل في المهن والوظائف التي لا يُقبل المواطنون اللبنانيون على مزاولتها مثل العمل بقطاعات الزراعة والصناعة إلى جانب أعمال النظافة والخدمات المنزلية ممّا يسُد الفراغ في عدد من قطاعات الإنتاج والخدمات.
شهد إجماليّ تحويلات العمالة الأجنبيّة إلى خارج لبنان تراجعًا ملحوظًا خلال السنوات الخمس الأخيرة، إذ بلغ مجموع أموال العاملين الأجانب المحوّلة للخارج قرابة 4 مليارات و300 مليون في عام 2019 بينما كانت تُقدرّ في العام السابق بنحو 5 مليار دولارًا أمريكيًّا. وبلغ إجمالي تحويلات الأجانب العاملين بلبنان للخارج خلال العام 2021 قرابة 2.1 مليار دولارًا أمريكيًّا، وهو ما شكّل تراجعًا بنسبة 21 بالمائة عن العام السابق الذي بلغت فيه قيمة تحويلات الأجانب للخارج نحو 3 مليار دولارًا أمريكيًّا.
يعود هذا التراجع إلى الأزمة الاقتصادية والأجور المتدنية، وخاصة للعاملين بقطاع الخدمات المنزلية وأعمال النظافة، وشح الدولار الذي أجبر أصحاب العمل على دفع الرواتب والأجور بالليرة اللبنانية بدلًا من الدولار الأمريكيّ، ممّا دفع الكثير من الأيدي العاملة الأجنبية إلى مغادرة العمل في لبنان والعودة إلى بلدانهم. في 5 ديسمبر/كانون الأول عام 2021 أعلنت سفارة الفلبين عن توفير تذكرة سفر مجّانية لرعاياها الراغبين في مُغادرة لبنان والعودة إلى بلادهم، وقد استجاب لهذه الدعوة ما يزيد عن ألف فليبيني معظمهم من النساء والأطفال.

## الوضع الحقوقي
لا تزال قوانين العمل اللبنانية تفرض على العاملين الأجانب المُشتغلين بأعمال النظافة والأعمال المنزلية نظام كفالة صاحب العمل وهو ما يجعل أولئك العاملين والعاملات عرضة للاستغلال ولانتهاك حقوقهم على يد الكفيل.